# Kerkhof van Nortbécourt

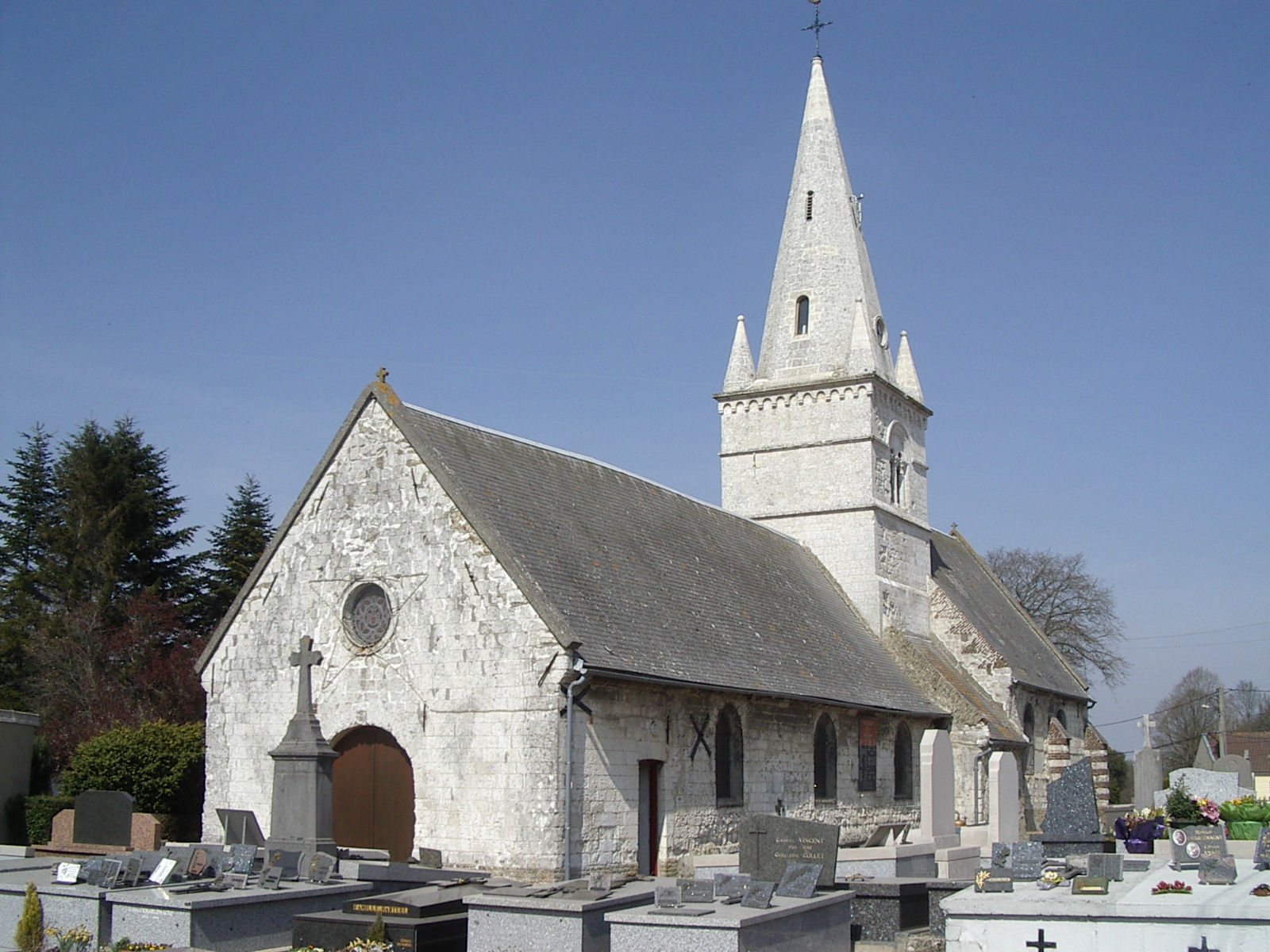
Kerkhof van Nortbécourt

Het Kerkhof van Nortbécourt is een gemeentelijke begraafplaats in de Franse gemeente Mentque-Nortbécourt (Nederlands: Menteke-Noordboekhout) in het departement Pas-de-Calais. Het kerkhof ligt in het dorp Nortbécourt rond de Église Saint-Wandrille.

## Brits oorlogsgraf
Op het kerkhof bevindt zich een Brits oorlogsgraf uit de Eerste Wereldoorlog. Het graf is geïdentificeerd en wordt onderhouden door de Commonwealth War Graves Commission. In de CWGC-registers is het kerkhof opgenomen als Nortbecourt Churchyard.